# Žaltman

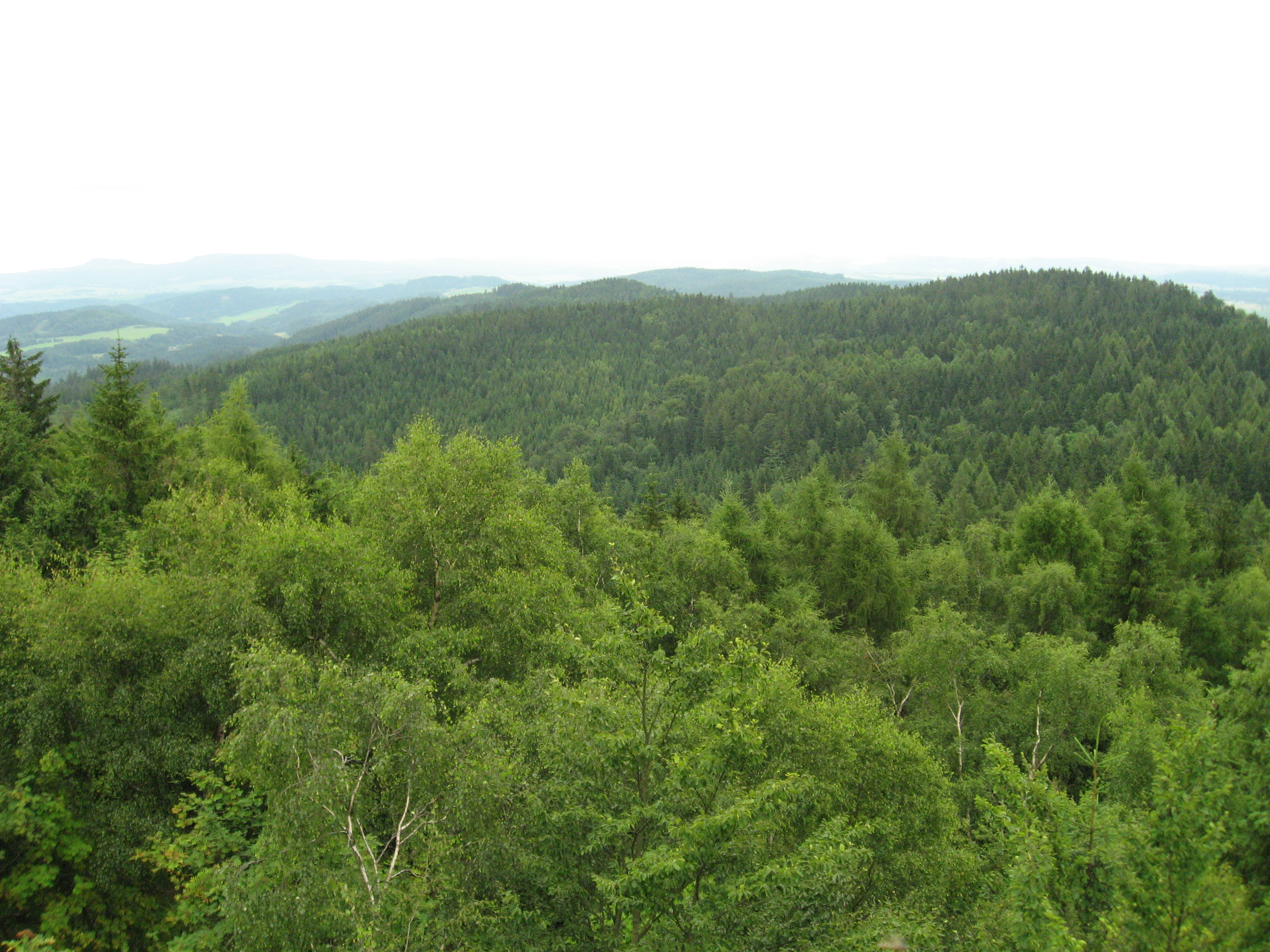
Ausblick vom Turm

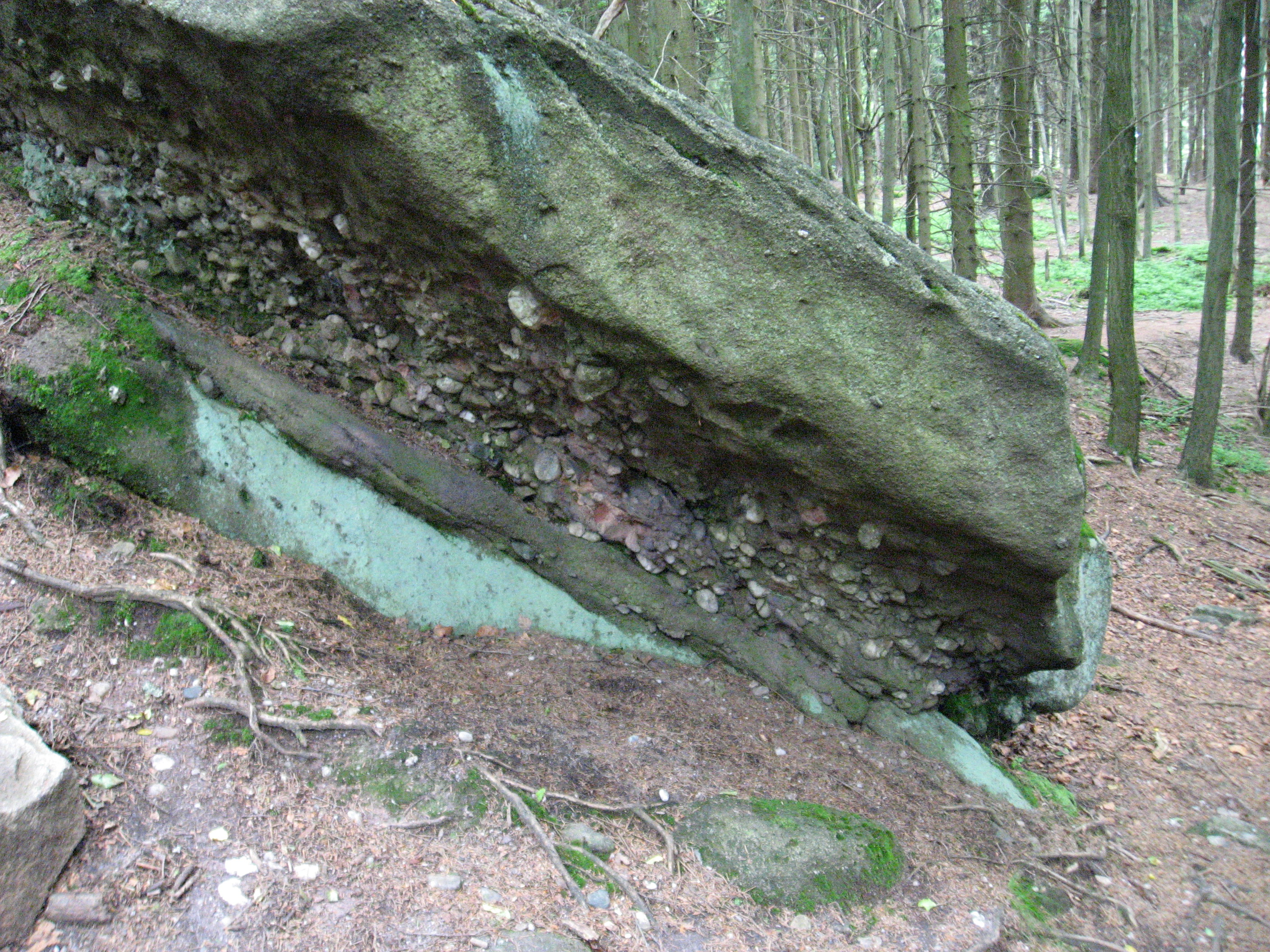
Felsen am Žaltman

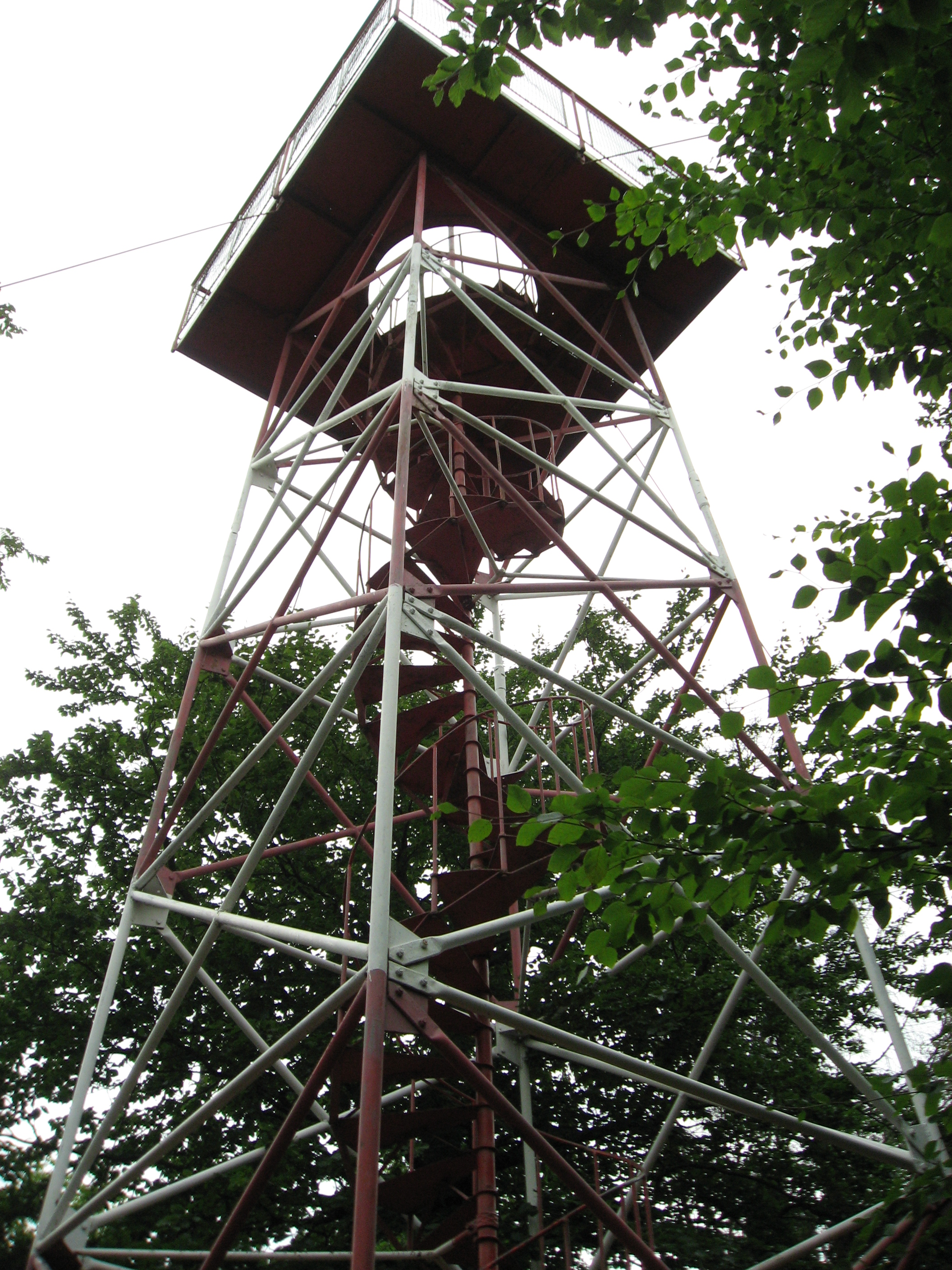
Alter Aussichtsturm

Der Žaltman (deutsch Hexenstein) ist ein 739 m hoher Berg in Tschechien. Der Doppelgipfel befindet sich zehn Kilometer östlich der Stadt Trutnov und ist die höchste Erhebung des Habichtsgebirges.

## Geographie
Der bewaldete Berg ist der höchste Punkt des Žaltmanský hřbet (Hexensteingebirges), eines schmalen – sich von Nordwest nach Südost hinziehenden – Kammes des Habichtsgebirges. Gegen Norden fällt der Kamm zum von der Jívka (Gibker Wasser) durchflossenen Radowenzer Becken und südlich zum Schwadowitzer Becken ab. Nördlich erhebt sich der Přední Hradiště (Vorderratsch, 710 m), im Osten der Hradiště (Ratschberg, 683 m) und südöstlich die Kolčarka (Holcarka, 691 m).
Umliegende Ortschaften sind Studénka und Radvanice (Radowenz) im Norden, Horní Vernéřovice (Ober Wernersdorf) im Nordosten, Dolní Vernéřovice (Unter Wernersdorf) im Osten, Jívka (Jibka) und Petrovice (Petrowitz) im Südosten, Přední Hory, Zadní Hory, Malé Svatoňovice (Klein Schwadowitz) und Velké Svatoňovice (Groß Schwadowitz) im Süden, U Buku und Na Kopci im Südwesten, Starý Sedloňov (Alt Sedlowitz) und Markoušovice (Markausch) im Westen sowie Paseka (Brenden) im Nordwesten.

## Geologie
Die Hexensteinarkosen erheben sich im südöstlichen Teil des Schatzlarer Steinkohlenbeckens zwischen dem Radowenzer und Schwadowitzer Becken und unterlagern auch deren Steinkohlenschichten. Die Kohleförderung in den Senken beiderseits des Berges ist seit 1992 eingestellt.

## Beschreibung
Der Žaltman besteht aus zwei Gipfeln, die durch eine 200 m breite Senke voneinander getrennt sind. Über den Berg verläuft eine Bunkerlinie des Tschechoslowakischen Walls. Auf dem östlichen Gipfel befand sich seit 1967 ein zwölf Meter hoher Aussichtsturm, der durch einen 2020 eröffneten, 24 m hohen neuen Aussichtsturm ersetzt wurde und der wegen der exponierten Lage des Kammes eine weitreichende Rundsicht gewährt.

## Belege
1. ↑  Aussichtsturm Žaltman. In: liberecky-kraj.cz. Krajský úřad Libereckého kraje, Liberecký kraj.